# Yasmin Fahimi

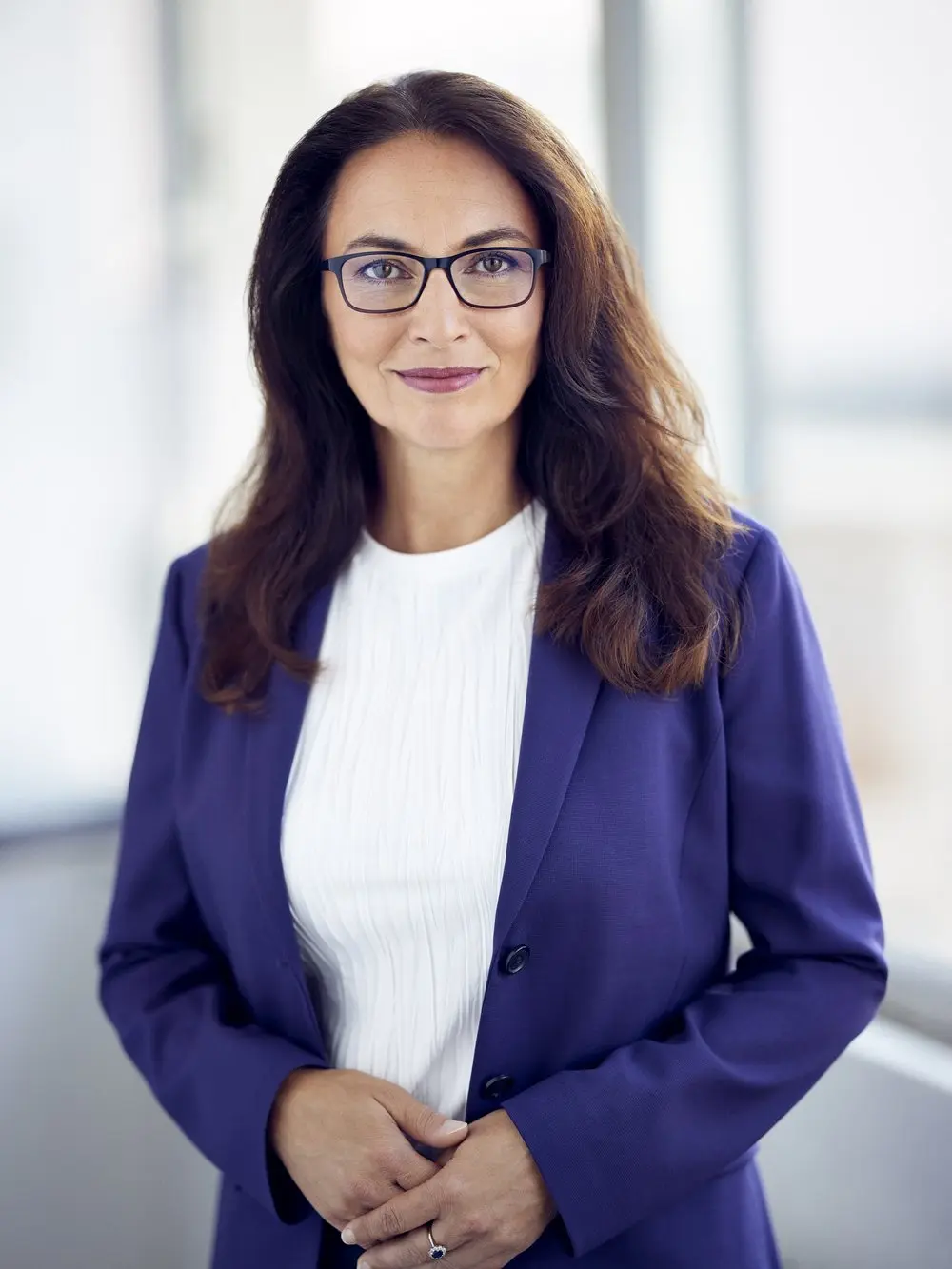
Yasmin Fahimi (2022)

Yasmin Fahimi (* 25. Dezember 1967 in Hannover) ist eine deutsche Gewerkschafterin (IG Bergbau, Chemie, Energie) und Politikerin (SPD). Von Januar 2014 bis Dezember 2015 war sie Generalsekretärin ihrer Partei. Anschließend war sie von Januar 2016 bis September 2017 Staatssekretärin im Bundesministerium für Arbeit und Soziales. Von 2017 bis 2022 war sie Mitglied des Deutschen Bundestages, in dem sie dem linken Flügel der SPD-Bundestagsfraktion angehörte, der Parlamentarischen Linken. Seit Mai 2022 ist Fahimi Vorsitzende des Deutschen Gewerkschaftsbundes.

## Leben
Yasmin Fahimi wuchs mit ihrem älteren Bruder als Halbwaise in Hannover bei ihrer deutschen Mutter, einer Sozialpädagogin, auf. Ihr Vater, ein Chemiker aus dem Iran, war noch vor ihrer Geburt bei einem Autounfall gestorben. Fahimi besuchte von 1974 bis 1978 die Grundschule in Altwarmbüchen und von 1978 bis 1987 das Gymnasium Isernhagen, wo sie 1987 das Abitur ablegte. In der Folge studierte sie an der Universität Hannover von 1987 bis 1989 Elektrotechnik und von 1989 bis 1998 Chemie. Das Studium der Chemie beendete sie 1998 als Diplom-Chemikerin.
Fahimis Ehemann ist Michael Vassiliadis, der Vorsitzende der IG Bergbau, Chemie, Energie (IG BCE).

## Politik
Seit 1986 ist Fahimi Mitglied der SPD. Sie engagierte sich zunächst bei den Jusos und war Mitglied im Vorstand des Juso-Bezirks Hannover und im Juso-Bundesvorstand.
Von 1994 bis 2002 war Yasmin Fahimi im SPD-Unterbezirksvorstand Hannover-Land und von 1999 bis 2002 im Bezirksvorstand Hannover. 2002 bewarb sie sich erfolglos um die SPD-Kandidatur für den Bundestagswahlkreis Hannover-Land I. Von 2009 bis 2013 war sie stellvertretende Vorsitzende des SPD-Stadtverbands Hannover. Fahimi ist Mitglied im Vorstand des „Denkwerks Demokratie“, einer 2011 von SPD, Grünen und Gewerkschaften gegründeten Denkfabrik. Im Dezember 2021 wurde sie in den SPD-Parteivorstand gewählt.

### SPD-Generalsekretärin

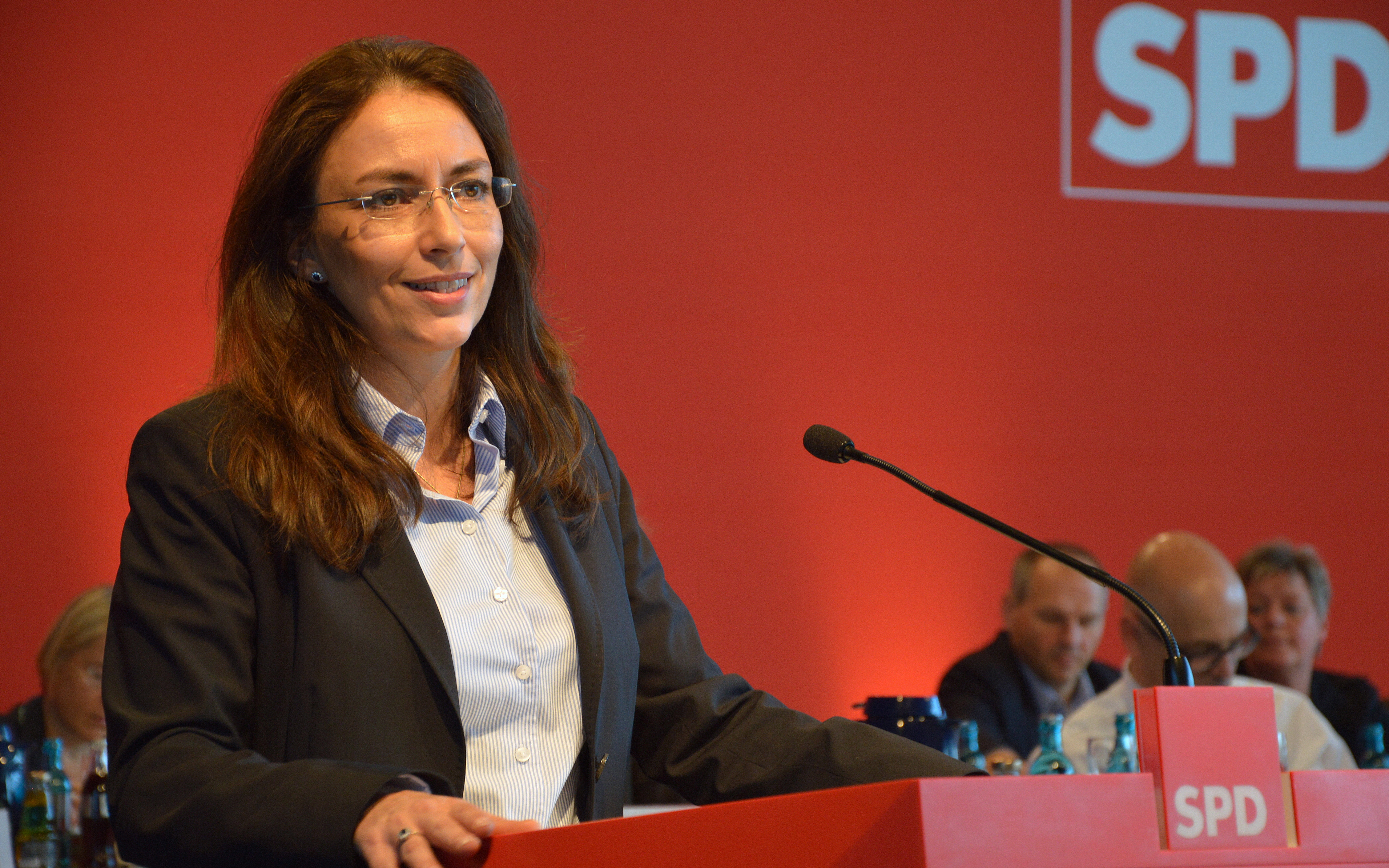
Yasmin Fahimi (2014)

Auf einem Sonderparteitag am 26. Januar 2014 wurde Fahimi mit 88,5 Prozent Zustimmung zur Nachfolgerin von Andrea Nahles als Generalsekretärin der SPD gewählt. Die Welt am Sonntag porträtiert Fahimi als zielstrebig und in Organisationsfragen erfahren; sie habe im Willy-Brandt-Haus eine zentrale Steuerungseinheit geschaffen, die ihr direkt zuarbeitet: „Ihr Hang zu Zentralismus entspringt gewerkschaftlichem Hierarchiedenken aus der IG BCE und einem Misstrauen, wie es im linken ,Stamokap‘-Flügel der Jusos üblich war.“
Hatte der damalige SPD-Vorsitzende Franz Müntefering bei der Landtagswahl in Thüringen 2009 eine Führungsrolle der Partei Die Linke noch strikt abgelehnt, zeigte sich Fahimi offen für einen Ministerpräsidenten der Linkspartei. Am Beispiel von Thüringen schloss sie nicht aus, dass die SPD in einer Koalition mit der Linkspartei Juniorpartner wäre. Nach der Landtagswahl in Thüringen 2014 bildete sich erstmals eine Koalition aus Linken, SPD und Grünen mit einem Ministerpräsidenten der Linken.
Als Generalsekretärin bezog Fahimi 2015 deutlich Position gegen Pegida. Von Forderungen der CSU u. a. nach „Haftzonen“ für Geflüchtete distanzierte sie sich klar.
Zu ihrer Nachfolgerin wurde am 11. Dezember 2015 auf dem SPD-Bundesparteitag in Berlin Katarina Barley gewählt.

### Staatssekretärin im Bundesarbeitsministerium
Zum 1. Januar 2016 wechselte Fahimi als Staatssekretärin in das Bundesministerium für Arbeit und Soziales unter Ministerin Andrea Nahles (SPD) und folgte Jörg Asmussen im Amt. Dieses Amt hatte sie bis September 2017 inne.

### Bundestagsabgeordnete
In der Aufstellungsversammlung für den Wahlkreis Hannover-Süd im März 2017 erhielt Fahimi 24 von 44 Delegiertenstimmen und gewann bei der Wahl zum 19. Bundestag das Direktmandat. Mit dem Antritt ihres Mandates im September 2017 legte sie ihr Amt als Staatssekretärin nieder. Fahimi war als Bundestagsabgeordnete Vorsitzende der Deutsch-Brasilianischen Parlamentariergruppe. Sie war außerdem ordentliches Mitglied und stellvertretende Sprecherin der SPD-Bundestagsfraktion im Ausschuss für Bildung, Forschung und Technikfolgenabschätzung. Sie war Berichterstatterin und Obfrau der Fraktion für berufliche Bildung und SPD-Obfrau in der Enquete-Kommission „Berufliche Bildung in der digitalen Arbeitswelt“ sowie stellvertretendes Mitglied im Auswärtigen Ausschuss und dem Ausschuss für Arbeit und Soziales. Zudem war sie Sprecherin des Gesprächskreises Lateinamerika und Karibik der SPD-Bundestagsfraktion.
Seit 2018 ist sie Vorsitzende des AWO-Bezirksverbands Hannover. Darüber hinaus ist sie im Senat der Deutschen Industrieforschungsgemeinschaft Konrad Zuse.
Bei der Bundestagswahl am 26. September 2021 wurde sie mit 32,9 % der Stimmen erneut direkt in ihrem Wahlkreis Hannover II in den Bundestag gewählt. Dort war sie ordentliches Mitglied im Ausschuss für Arbeit und Soziales sowie stellvertretendes Mitglied im Ausschuss für Bildung, Forschung und Technikfolgenabschätzung und im Auswärtigen Ausschuss.
Nach ihrer Wahl zur DGB-Vorsitzenden legte Fahimi am 30. Mai 2022 ihr Bundestagsmandat nieder – und damit rund einen Monat früher als angekündigt. Für sie rückte Daniela De Ridder in den Bundestag nach.

### Tätigkeiten und Positionen als Gewerkschafterin
Von 1998 bis 2000 war Fahimi als wissenschaftliche Mitarbeiterin bei der Stiftung Arbeit und Umwelt der Industriegewerkschaft Bergbau, Chemie, Energie (IG BCE) beschäftigt und ist seitdem Mitglied der Gewerkschaft. Anschließend arbeitete sie im Rahmen ihrer Ausbildung zur Gewerkschaftssekretärin in den IG-BCE-Bezirken Berlin-Brandenburg und Münster-Bielefeld sowie in der Abteilung Jugend im Bezirk Recklinghausen. Von 2005 bis 2014 war Fahimi Abteilungsleiterin für Grundsatz und Organisationsentwicklung beim Hauptvorstand der IG BCE in Hannover und außerdem von 2011 bis 2014 geschäftsführendes Vorstandsmitglied des IG BCE Innovationsforums Energiewende e. V. (If. E).
Beim 22. Ordentlichen Bundeskongress des Deutschen Gewerkschaftsbundes am 9. Mai 2022 wurde sie mit 93,23 % zur Vorsitzenden gewählt. Sie folgte damit auf Reiner Hoffmann, der von 2014 bis 2022 Vorsitzender des DGB war. Fahimi ist die erste Frau, die den Vorsitz des DGB innehat.
Als DGB-Vorsitzende sprach sich Fahimi gegen eine deutliche Erhöhung der Mittel für die Bundeswehr nach dem russischen Überfall auf die Ukraine 2022 aus, da dies „neue Provokationen entfachen“ könne. Fahimi warnte vor „unkontrollierter Aufrüstung“. In der Debatte um die hohen Gaspreise hat sie sich früh für einen Gaspreisdeckel ausgesprochen, um die Verbraucherinnen und Verbraucher vor hohen Energiekosten zu schützen. Außerdem positionierte sich Fahimi klar gegen eine Erhöhung des Rentenalters auf 70 Jahre. Es solle möglich sein, freiwillig länger zu arbeiten, dies dürfe jedoch keinen Missbrauch durch die Arbeitgeber ermöglichen. Im Mai 2024 sprach sie sich darüber hinaus für einen Mindestlohn in Höhe von 15 Euro aus. Dies begründet sie z. B. mit der hohen Inflation und gestiegenen Mietpreisen.
Einer Wachstumskritik, nach der Wirtschaftswachstum immer mit mehr Ressourcenverbrauch einhergehe, widerspricht Fahimi. Ziel sei ein durch Kreislaufwirtschaft angeregtes, qualitatives Wachstum.